# Barbara Bach
Barbara Goldbach (Queens, Nova York, 28 d'agost de 1946), coneguda artísticament com a Barbara Bach, és una model i actriu estatunidenca. Va ser la noia Bond de la pel·lícula L'espia que em va estimar. Està casada amb qui va ser bateria de The Beatles, Ringo Starr.